# 鄧玉函
約翰·施雷克（德語：Johann Schreck，1576年—1630年5月11日），漢名邓玉函，天主教耶稣会德国传教士。生于康斯坦茨。
1618年4月16日，随金尼阁在里斯本启程赴东方。1619年7月22日（大明萬曆四十七年六月十二日）抵达澳门。同行的传教士还有汤若望、罗雅谷、傅泛际（Francisco Furtado）。1621年（天啟元年）到杭州传教。1623年（天啟三年）到达北京。1629年（崇禎二年），经徐光启推荐在历局任职，1630年（崇禎三年）病逝于北京，享年55岁。埋葬在北京滕公栅栏。著有《遠西奇器圖說》。他第一个把天文望远镜带进中国。他还是伽利略的朋友。